# Anton Tkáč
Anton Tkáč (ur. 30 marca 1951 w Lozornie, zm. 22 grudnia 2022 w Bratysławie) – słowacki kolarz torowy reprezentujący barwy Czechosłowacji, mistrz olimpijski oraz trzykrotny medalista mistrzostw świata.

## Kariera
Pierwszy sukces w karierze Anton Tkáč osiągnął w 1970 roku, kiedy zdobył brązowy medal w wyścigu na dystansie 1 km podczas mistrzostw świata w Leicester. W zawodach tych wyprzedzili go jedynie Duńczyk Niels Fredborg oraz Nowozelandczyk Harry Kent. Dwa lata później wystąpił podczas XX Letnich Igrzysk Olimpijskich w Monachium, gdzie w tej samej konkurencji zajął trzynastą pozycję, a w drużynowym wyścigu na dochodzenie zajął jedenaste miejsce. Podczas rozgrywanych w 1974 roku Mistrzostw Świata w Montrealu Anton Tkáč zdobył złoty medal w sprincie indywidualnym amatorów, wynik ten powtórzył podczas Mistrzostw Świata w Monachium w 1978 roku. W tak zwanym międzyczasie zwyciężył w tej konkurencji również podczas XXI Letnich Igrzysk Olimpijskich w Montrealu w 1976 roku, bezpośrednio wyprzedzając Francuza Daniela Morelona oraz Hansa-Jürgena Geschke z Niemieckiej Republiki Demokratycznej. W sprincie wystartował także podczas XXII Letnich Igrzysk Olimpijskich w Moskwie w 1980 roku, gdzie zajął czwartą pozycję, przegrywając walkę o brązowy medal z Siergiejem Kopyłowem ze Związku Radzieckiego.